# Daniel Laperrière
Daniel Laperrière (né le 28 mars 1969 à Laval, dans la province de Québec au Canada) est un joueur professionnel canadien de hockey sur glace.

## Carrière de joueur
Issu des rangs universitaires américains, il fut sélectionné par les Blues de Saint-Louis lors du repêchage de 1989 en 5e ronde. Il se joint donc aux Blues lors de la saison 1992-1993, mais joua majoritairement pour les Rivermen de Peoria dans la Ligue internationale de hockey. Il évolua dans cette organisation durant quelques saisons avant de passer aux Sénateurs d'Ottawa avec qui il joua que quelques parties.
Il joua quelques saisons dans la Ligue américaine de hockey ainsi que dans la LIH avant d'aller jouer en Europe jusqu'à la saison 2004-2005. L'année suivante, il a joué dans son pays natal, avec le CRS Express de Saint-Georges-de-Beauce dans la Ligue nord-américaine de hockey. Il fait maintenant partie de l'organisation des Sundogs de l'Arizona de la Ligue centrale de hockey depuis la saison 2006-07 où il prit sa retraite en tant que joueur au terme de la saison 2007-08. Il fut alors nommé assistant-entraîneur.
Il est le fils du membre du Temple de la renommée du hockey, Jacques Laperrière.

## Statistiques
| Saison     | Équipe                                 | Ligue         |     | Saison régulière | Saison régulière | Saison régulière | Saison régulière | Saison régulière |    | Séries éliminatoires | Séries éliminatoires | Séries éliminatoires | Séries éliminatoires | Séries éliminatoires |
| Saison     | Équipe                                 | Ligue         | PJ  | B                | A                | Pts              | Pun              | PJ               | B  | A                    | Pts                  | Pun                  |                      |                      |
| 1988-1989  | Saints de St. Lawrence                 | NCAA          | 31  | 1                | 11               | 12               | 14               | -                | -  | -                    | -                    | -                    |                      |                      |
| 1989-1990  | Saints de St. Lawrence                 | NCAA          | 29  | 6                | 19               | 25               | 16               | -                | -  | -                    | -                    | -                    |                      |                      |
| 1990-1991  | Saints de St. Lawrence                 | NCAA          | 29  | 6                | 24               | 30               | 18               | -                | -  | -                    | -                    | -                    |                      |                      |
| 1991-1992  | Saints de St. Lawrence                 | NCAA          | 32  | 8                | 45               | 53               | 36               | -                | -  | -                    | -                    | -                    |                      |                      |
| 1992-1993  | Rivermen de Peoria                     | LIH           | 54  | 4                | 20               | 24               | 28               | -                | -  | -                    | -                    | -                    |                      |                      |
| 1992-1993  | Blues de Saint-Louis                   | LNH           | 5   | 0                | 1                | 1                | 0                | -                | -  | -                    | -                    | -                    |                      |                      |
| 1993-1994  | Rivermen de Peoria                     | LIH           | 50  | 10               | 37               | 47               | 16               | 6                | 0  | 2                    | 2                    | 2                    |                      |                      |
| 1993-1994  | Blues de Saint-Louis                   | LNH           | 20  | 1                | 3                | 4                | 8                | -                | -  | -                    | -                    | -                    |                      |                      |
| 1994-1995  | Rivermen de Peoria                     | LIH           | 65  | 19               | 33               | 52               | 42               | -                | -  | -                    | -                    | -                    |                      |                      |
| 1994-1995  | Blues de Saint-Louis                   | LNH           | 4   | 0                | 0                | 0                | 15               | -                | -  | -                    | -                    | -                    |                      |                      |
| 1994-1995  | Sénateurs d'Ottawa                     | LNH           | 13  | 1                | 1                | 2                | 0                | -                | -  | -                    | -                    | -                    |                      |                      |
| 1995-1996  | Senators de l'Île-du-Prince-Édouard    | LAH           | 15  | 2                | 7                | 9                | 4                | -                | -  | -                    | -                    | -                    |                      |                      |
| 1995-1996  | Knights d'Atlanta                      | LIH           | 15  | 4                | 9                | 13               | 4                | -                | -  | -                    | -                    | -                    |                      |                      |
| 1995-1996  | Blades de Kansas City                  | LIH           | 23  | 2                | 6                | 8                | 11               | 5                | 0  | 1                    | 1                    | 0                    |                      |                      |
| 1995-1996  | Sénateurs d'Ottawa                     | LNH           | 6   | 0                | 0                | 0                | 4                | -                | -  | -                    | -                    | -                    |                      |                      |
| 1996-1997  | Pirates de Portland                    | LAH           | 69  | 14               | 26               | 40               | 33               | 5                | 0  | 2                    | 2                    | 2                    |                      |                      |
| 1997-1998  | Schwenninger Wild Wings                | DEL           | 45  | 11               | 24               | 35               | 16               | 6                | 3  | 4                    | 7                    | 2                    |                      |                      |
| 1998-1999  | Schwenninger Wild Wings                | DEL           | 46  | 9                | 30               | 39               | 52               | -                | -  | -                    | -                    | -                    |                      |                      |
| 1999-2000  | Schwenninger Wild Wings                | DEL           | 55  | 17               | 29               | 46               | 16               | 12               | 2  | 4                    | 6                    | 0                    |                      |                      |
| 2000-2001  | Eisbären Berlin                        | DEL           | 38  | 5                | 10               | 15               | 12               | -                | -  | -                    | -                    | -                    |                      |                      |
| 2001-2002  | Eisbären Berlin                        | DEL           | 56  | 11               | 22               | 33               | 12               | 4                | 0  | 2                    | 2                    | 0                    |                      |                      |
| 2002-2003  | EV Duisburg                            | 2. Bundesliga | 34  | 1                | 17               | 18               | 22               | -                | -  | -                    | -                    | -                    |                      |                      |
| 2003-2004  | HC Ajoie                               | LNB           | 45  | 9                | 29               | 38               | 34               | -                | -  | -                    | -                    | -                    |                      |                      |
| 2004-2005  | HC Ajoie                               | LNB           | 27  | 6                | 15               | 21               | 6                | -                | -  | -                    | -                    | -                    |                      |                      |
| 2005-2006  | CRS Express de Saint-Georges-de-Beauce | LNAH          | 40  | 6                | 23               | 29               | 4                | 3                | 0  | 1                    | 1                    | 2                    |                      |                      |
| 2006-2007  | Sundogs de l'Arizona                   | LCH           | 60  | 11               | 46               | 57               | 40               | 14               | 4  | 9                    | 13                   | 8                    |                      |                      |
| 2007-2008  | Sundogs de l'Arizona                   | LCH           | 61  | 18               | 33               | 51               | 28               | 17               | 3  | 15                   | 18                   | 4                    |                      |                      |
| Totaux DEL | Totaux DEL                             | Totaux DEL    | 240 | 53               | 115              | 168              | 108              | 22               | 5  | 10                   | 15                   | 2                    |                      |                      |
| Totaux LIH | Totaux LIH                             | Totaux LIH    | 213 | 39               | 105              | 144              | 101              | 11               | 0  | 3                    | 3                    | 2                    |                      |                      |
| Totaux LCH | Totaux LCH                             | Totaux LCH    | 121 | 29               | 79               | 108              | 68               | 31               | 7  | 24                   | 31                   | 12                   |                      |                      |
| Totaux LAH | Totaux LAH                             | Totaux LAH    | 84  | 16               | 33               | 49               | 37               | 5                | 0  | 2                    | 2                    | 2                    |                      |                      |
| Totaux LNB | Totaux LNB                             | Totaux LNB    | 72  | 15               | 44               | 59               | 40               | 11               | 11 | 3                    | 14                   | 4                    |                      |                      |
| Totaux LNH | Totaux LNH                             | Totaux LNH    | 48  | 2                | 5                | 7                | 27               | -                | -  | -                    | -                    | -                    |                      |                      |

## Trophées et honneurs personnels
- Eastern College Athletic Conference
  - 1991 : nommé dans la 2e équipe d'étoiles
  - 1992 : nommé dans la 1re équipe d'étoiles
  - 1992 : nommé joueur de l'année
- National Collegiate Athletic Association
  - 1992 : nommé dans l'équipe américaine d'étoile de l'est

## Transactions
- 7 avril 1995 : échangé aux Sénateurs d'Ottawa par les Blues de Saint-Louis avec un choix de 9e ronde (Erik Kaminski) lors du repêchage d'entrée dans la LNH en 1995 en retour d'un choix de 9e ronde (Libor Zabransky) lors du repêchage d'entrée dans la LNH en 1995.
- 12 juillet 1996 : signe un contrat comme agent-libre avec les Capitals de Washington.